# Faro Genovés (Constanza)
El  Faro Genovés (en rumano: Farul Genovez) es un faro y monumento histórico situado en la ciudad de Constanza, detrás de un grupo de estatuas que tiene en su centro el busto de Mihai Eminescu, esculpido por Oscar Han. Está localizado cerca del Casino Constanța.
Tiene una altura total de 8 metros. La estructura de faro es rectangular desde su base hasta aproximadamente tres metros y medio, y es octogonal hasta la parte superior. El interior del faro es cilíndrico, con una escalera de piedra en espiral. La estructura se alza en un pedestal y la base consta de dos pasos, y está acabado en la parte superior con los paréntesis que apoyan el alero.
El faro original fue construido alrededor del año 1300 por los genoveses que comerciaban en el puerto de la ciudad.La luz del faro llegaba aproximadamente dos millas náuticas mar adentro desde el puerto de Constanza. Fue reconstruido entre 1858-1960 por el ingeniero franco-armenio Artin Aslan, por orden de la compañía británica, para conmemorar a los mercaderes genoveses que habían establecido una comunidad de comercio marítima floreciente.